# Curculionídeos
Os curculionídeos (Curculionidae), também conhecidos como gorgulhos, compõem uma grande família de besouros cuja principal característica é o rostro comprido (bico encurvado ou tromba) que possuem. Devido a essa característica peculiar, esses insetos também recebem nomes populares tais como bicudo, nenerri e broca. Determinadas espécies desses besouros são daninhas à agricultura, sendo pragas relevantes em plantações de milho (gorgulho do milho), de cana-de-açúcar, de algodão, e em diversas espécies de palmeira.
A espécie Aphanarthrum piscatorium é uma das que compõe esta família de insetos.

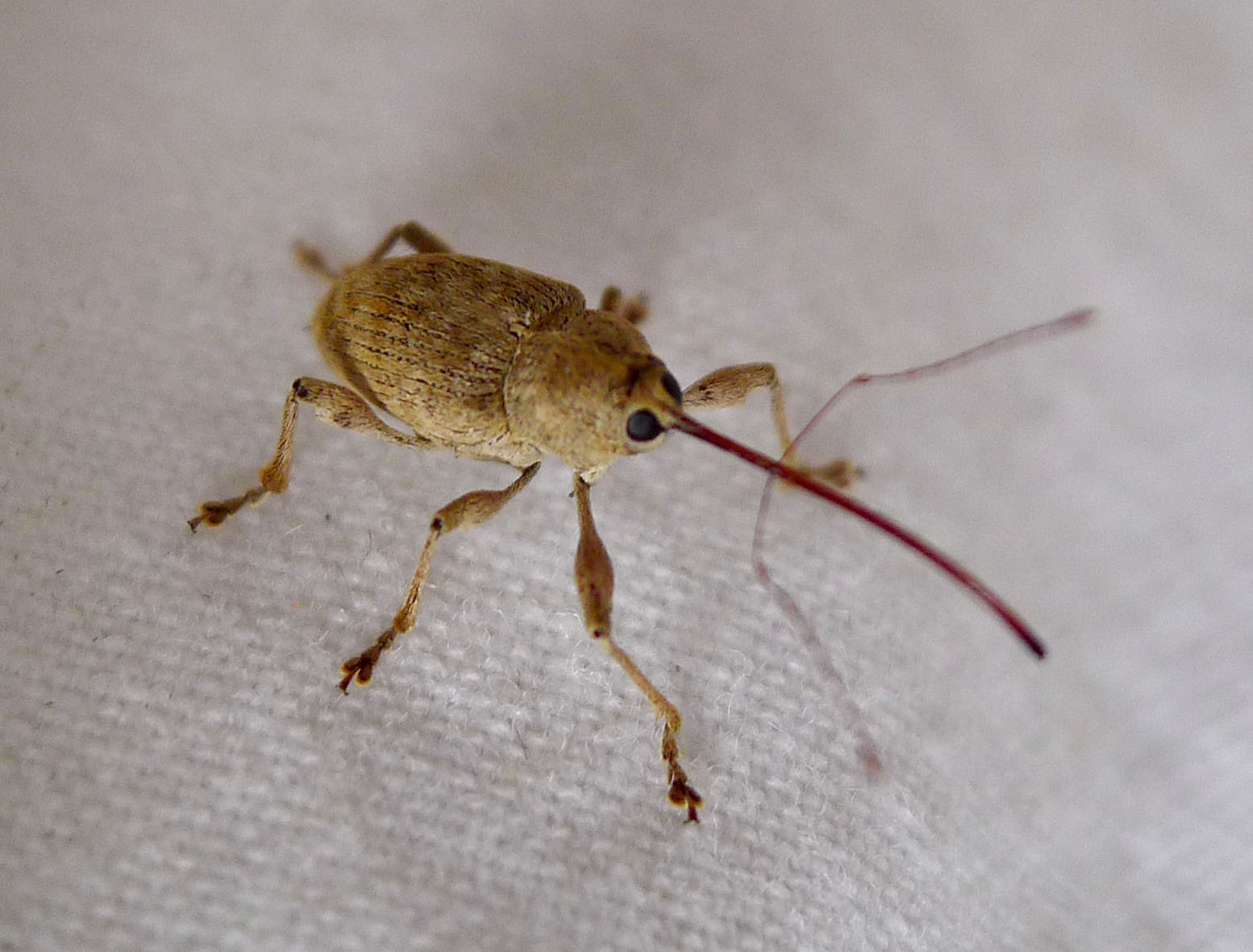
Curculio elephas

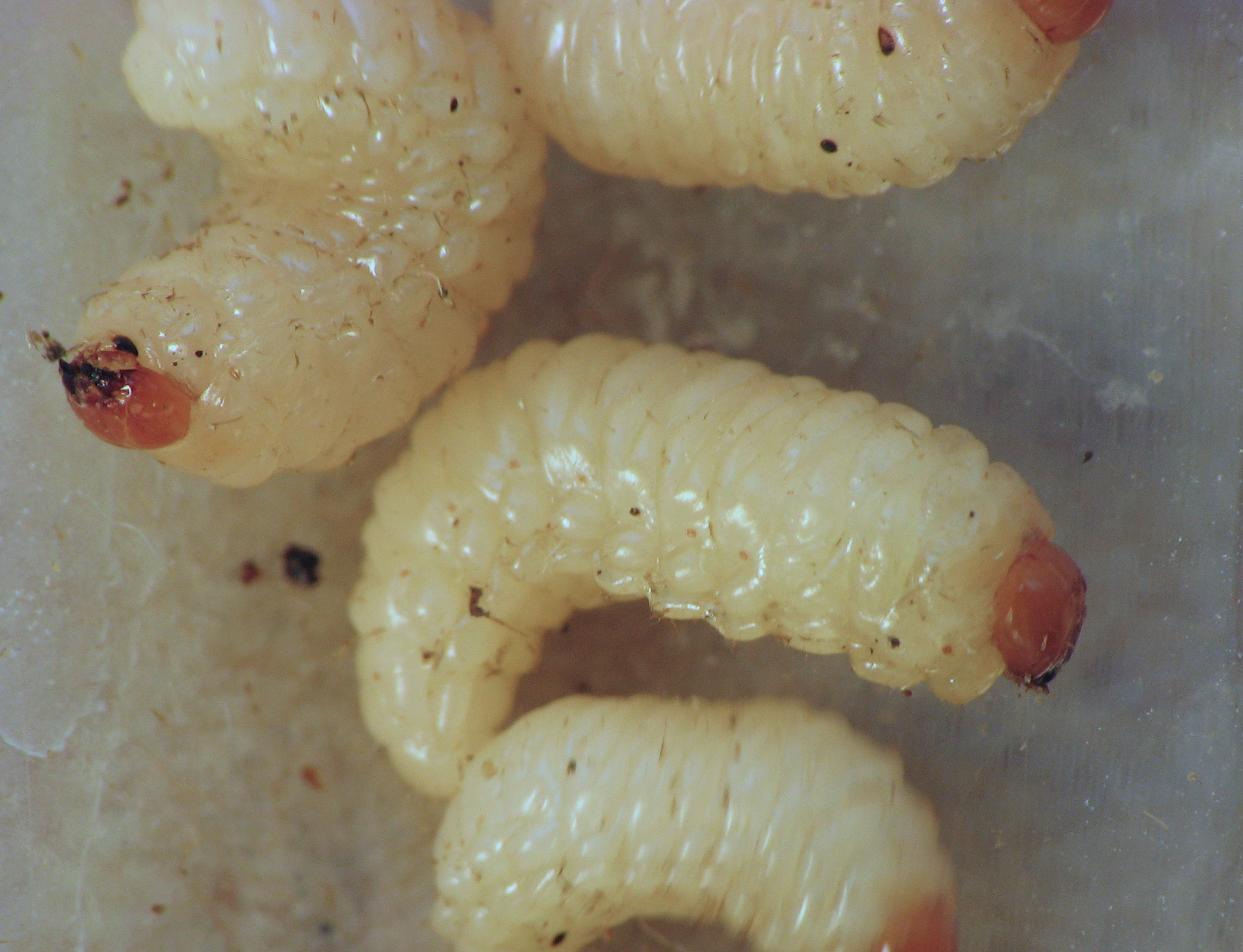
Curculio, larva escarabeiforme

## Exemplos de espécies da família
1. Anemophilus crassus
2. Anemophilus subtessellatus
3. Anemophilus trossulus
4. Anisorhynchus aratus
5. Anisorhynchus hespericus
6. Anisorhynchus punctatosulcatus